# كولن بروكس
كولن بروكس (بالإنجليزية: Colin Brooks)‏ هو عامل كهربائي وسياسي أسترالي، ولد في 9 يناير 1970 في سيدني في أستراليا. حزبياً، نشط في حزب العمل الأسترالي (فرع فكتوريا) ‏. وقد انتخب Speaker of the Victorian Legislative Assembly ‏ (7 مارس 2017 – ) وانتخب عضو الجمعية التشريعية فيكتوريا عن دائرة Electoral district of Bundoora ‏ (25 نوفمبر 2006 – ).